# مرض تناسلي ذكري
المرض التناسلي الذكري هو المرض الذي يصيب الجهاز التناسلي الذكري مثل التهاب الخصية.

## طالع
- تصنيف:أمراض الجهاز التناسلي الذكري
- مرض تناسلي أنثوي